# James R. Webb
Pour les articles homonymes, voir James Webb.
James R. Webb est un scénariste américain, né le 4 octobre 1909 à Denver (Colorado) et mort le 27 septembre 1974 à Beverly Hills (Californie).

## Filmographie
- 1941 : Nevada City (en)
- 1941 : Rags to Riches (en)
- 1941 : Bad Man of Deadwood (en)
- 1941 : Jesse James at Bay
- 1942 : South of Santa Fe (en)
- 1949 : Les Chevaliers du Texas (South of St. Louis)
- 1950 : Montana
- 1951 : Raton Pass (en)
- 1952 : La Vallée des géants (The Big Trees)
- 1952 : Operation Secret (en)
- 1952 : La Maîtresse de fer (The Iron Mistress)
- 1953 : La Charge sur la rivière rouge (The Charge at Feather River)
- 1954 : Le Fantôme de la rue Morgue (Phantom of the Rue Morgue)
- 1954 : Bronco Apache (Apache)
- 1954 : Vera Cruz
- 1955 : Le Témoin à abattre (Illegal)
- 1956 : Trapèze (Trapeze)
- 1958 : Les Grands Espaces (The Big Country)
- 1959 : La Gloire et la Peur (Pork Chop Hill)
- 1962 : Les Nerfs à vif (Cape Fear)
- 1962 : La Conquête de l'Ouest (How the West Was Won)
- 1963 : Les Rois du soleil (Kings of the Sun)
- 1964 : Les Cheyennes (Cheyenne Autumn)
- 1969 : Davey des grands chemins (Sinful Davey)
- 1969 : Alfred le Grand, vainqueur des Vikings (Alfred the Great)
- 1970 : Le Maître des îles (The Hawaiians)
- 1970 : Appelez-moi Monsieur Tibbs (They Call Me Mister Tibbs!)
- 1971 : L'Organisation (The Organization)